# Fórmula Futuro Fiat
Fórmula Futuro Fiat foi uma categoria de corridas automobilísticas promovida pela montadora FIAT no Brasil, que fez parte do Racing Festival. Foram disputadas apenas duas categorias, entre 2010 e 2011, tendo seu fim oficial em 2012.

## História

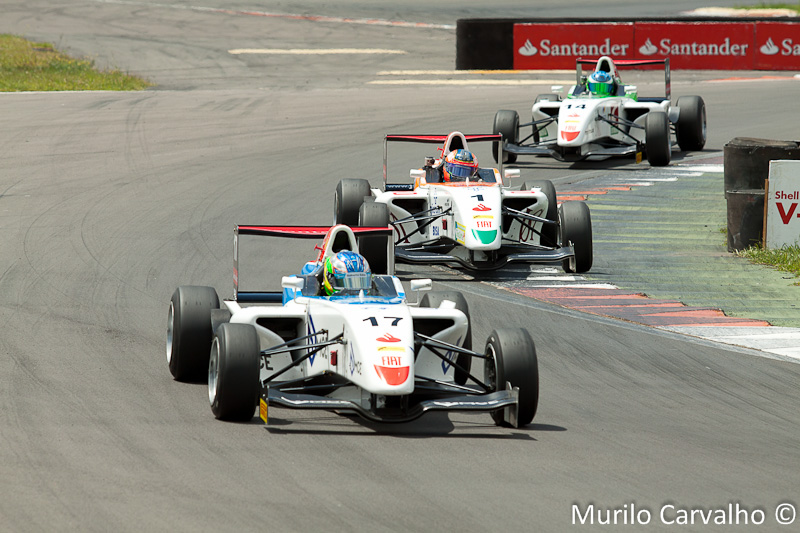
Etapa da Fórmula Futuro Fiat no Velopark, 2011.

A categoria teve seu lançamento oficial realizado em setembro de 2009. Com aval da Confederação Brasileira de Automobilismo, teve como um de seus idealizadores o piloto brasileiro de fórmula 1 Felipe Massa. A competição era formada por 22 pilotos, que disputavam com carros fornecidos por equipe única. O campeonato era disputado em seis etapas com duas corridas em cada uma delas.
Em 2010, o campeão da primeira temporada foi o carioca Nicolas Costa, que ganhou uma vaga na Ferrari Drivers Academy, projeto para formação de jovens pilotos, além de uma temporada inteiramente paga na Fórmula Abarth.
Em 2011, a organização da categoria chegou a oferer bolsas aos três melhores graduados do Campeonato Brasileiro de Kart.
Para a temporada de 2012, a organização chegou a anunciar a ampliação do número de provas. No dia 18 de abril, no entanto, devido a falta de garantias de adesão de pilotos à categoria e sem apoio financeiro, os organizadores anunciaram o fim da categoria.

## Carro
O carro da categoria é um monoposto Signatech, importado da França, fabricado em Fibra de Carbono, é um carro que permite poucas alterações. O motor é um FPT T-Jet 1.4 16v, com 150cv ,cambio Sadev, sequencial, de 5 velocidades e pneus Pirelli P-Zero slick, a velocidade alcançada pelo monoposto é de 200km/h (segundo a Fiat. Foi investido R$ 2.000.000 para a importação dos carros.

## Regulamento
A categoria era disputada em duas corridas por etapa, de forma que a classificação para a segunda era feita no sistema de grid invertido: O oitavo colocado da primeira corrida largava na pole, o sétimo em segundo e assim por diante, até o vencedor da primeira prova, que largava em oitavo. A posição de largada do nono colocado em diante era a mesma em que o piloto terminou a primeira corrida. Os dois piores resultados do calendário erão descartados.

### Sistema de pontuação
|            | 1º | 2º | 3º | 4º | 5º | 6º | 7º | 8º | 9º | 10º |
| ---------- | -- | -- | -- | -- | -- | -- | -- | -- | -- | --- |
| 1ª corrida | 20 | 14 | 12 | 10 | 8  | 6  | 4  | 3  | 2  | 1   |
| 2ª corrida | 15 | 12 | 10 | 8  | 6  | 4  | 2  | 1  |    |     |

## Campeões
| Ano  | Piloto          | Segundo          | Terceiro    |
| ---- | --------------- | ---------------- | ----------- |
| 2010 | Nicolas Costa   | Francisco Alfaya | João Jardim |
| 2011 | Guilherme Silva | Luir Miranda     | John Louis  |

## Circuitos
- Em negrito são circuitos incluídos na temporada 2011

| Circuitos         | Anos      |
| ----------------- | --------- |
| Interlagos        | 2010–2011 |
| Curitiba          | 2010–2011 |
| Velopark          | 2010–2011 |
| Londrina          | 2010–2011 |
| Brasília          | 2010–2011 |
| Jacarepaguá       | 2010      |
| Santa Cruz do Sul | 2010      |